# Acrinathrin
Acrinathrin ist eine chemische Verbindung aus der Gruppe der Pyrethroidester.

## Gewinnung und Darstellung
Acrinathrin kann durch eine mehrstufige Reaktion ausgehend von Chrysanthemumsäure und m-Phenoxycyanobenzylalkohol gewonnen werden.

## Eigenschaften
Acrinathrin ist ein weißer bis gelblicher Feststoff, der praktisch unlöslich in Wasser ist. In seiner chemischen Struktur ähnelt es Cypermethrin, wobei dessen Chloratome durch eine polyfluorierte Estergruppe ersetzt sind. Die Verbindung wurde in den 1980er Jahren durch Roussel Uclaf entdeckt und erstmals synthetisiert. Sie ist stabil unter sauren Bedingungen, aber instabil unter diffusem Licht und alkalischen Bedingungen. Die Verbindung besitzt eine orthorhombische Kristallstruktur mit der Raumgruppe P212121 (Raumgruppen-Nr. 19) mit den Gitterparametern a = 7,4932 Å; b = 9,2679 Å und c = 36,9165 Å sowie 4 Formeleinheiten pro Elementarzelle. Der Flächenwinkel zwischen der Cyclopropanringebene und der Ebene der Vinylgruppe beträgt 79,3°. Der Flächenwinkel zwischen den Ebenen des Benzol- und des Phenylrings in der Phenoxybenzylgruppe beträgt 82,7°. In der Kristallstruktur tragen schwache intermolekulare C-H⋯π-Wechselwirkungen und C-H⋯F-Wasserstoffbindungen zur Stabilisierung der Struktur bei.

## Verwendung
Acrinathrin wird als Insektizid und Akarizid gegen eine Reihe von pflanzenfressenden Milben verwendet.

## Zulassung
In der EU wurde zum 1. Januar 2012 die Anwendung als Insektizid und als Akarizid in Mengen von höchstens 22,5 g/ha je Anwendung zugelassen. Für bislang auf den Markt erhältliche Pflanzenschutzmittel, die Acrinathrin enthalten und nicht den Vorschriften entsprechen, wird die Zulassung erforderlichenfalls spätestens 31. Dezember 2015 geändert oder widerrufen.
In Deutschland, Österreich und der Schweiz sind keine Pflanzenschutzmittel mit diesem Wirkstoff zugelassen.